# Gymnastique aérobic aux Jeux mondiaux de 2025
Navigation
Birmingham 2022 Karlsruhe 2029
Les épreuves de gymnastique aérobic des Jeux mondiaux de 2025 ont lieu les 15 et 16 août 2025 dans le gymnase du Dong'an Lake Sports Park à Chengdu. Sur le site aura également lieu les compétions de Gymnastique et de Cheerleading.

## Organisation
Quatre-vingt-cinq athlètes sont qualifiés d'après le classements aux Championnats du monde 2024 - chaque comité national ne peut inscrire qu'un seul athlète/paire.
| Paire                                                        | Trio                                                      | Groupe                                                                      | Danse                                                            |
| ------------------------------------------------------------ | --------------------------------------------------------- | --------------------------------------------------------------------------- | ---------------------------------------------------------------- |
| - Japon - Brésil - Ukraine - Azerbaïdjan - Roumanie - Italie | - Roumanie - Chine - France - Italie - Bulgarie - Vietnam | - Italie - Roumanie - Vietnam - Chine - France - Égypte - Hongrie - Espagne | - Hongrie - Corée du Sud - Roumanie - Italie - Chine - Australie |

## Médaillés
| Épreuves    | Or | Or | Argent | Argent | Bronze | Bronze |
| ----------- | -- | -- | ------ | ------ | ------ | ------ |
| Paire mixte |    |    |        |        |        |        |
| Trio        |    |    |        |        |        |        |
| Danse       |    |    |        |        |        |        |
| Groupe      |    |    |        |        |        |        |

## Tableau des médailles
| Rang  | Nation | Or | Argent | Bronze | Total |
| ----- | ------ | -- | ------ | ------ | ----- |
| Total | Total  | -  | -      | -      | -     |